# カジュアリティーズ
『カジュアリティーズ』は、ベトナム戦争中に起きたアメリカ陸軍兵士による戦争犯罪を題材にして1989年に製作されたアメリカ合衆国の戦争映画。1966年の「兵士による少女強姦」という実際に起きた事件（192高地虐殺事件）を、戦場に於ける犯罪を告発した退役兵士の回想として描いた作品。原題：Casualties of Warは「戦争の犠牲者」を意味する。
『バック・トゥ・ザ・フューチャー』シリーズなどの出演で、コメディ派俳優として知られているマイケル・J・フォックスが、倫理観を付き通し、正義のために上官や同僚を告訴する兵士をシリアスに演じている。ジョン・C・ライリーやジョン・レグイザモ、ヴィング・レイムスなど、のちに活躍する実力派俳優も出演している。音楽は当初はジョン・バリーが担当することになっていたが、エンニオ・モリコーネに交代した。

## ストーリー
1974年。ベトナム帰還兵のエリクソン（マイケル・J・フォックス）は、電車の向かい側に座るアジア人女子大生（ツイ・ツウ・リー）の姿を見て、ベトナムに上等兵として従軍中のときの悪夢のような体験を思い出す。
ベトナム戦争が激化する1966年。ミザーブ軍曹（ショーン・ペン）が率いる小隊は、ジャングルの中を進んでいた。その途中、エリクソン一等兵はトンネルの落とし穴に足を滑らせてしまう。それを発見したトンネルの中の南ベトナム解放民族戦線の兵士がナイフをくわえて迫ってくる。しかしミザーブらは間一髪のところでエリクソンを救い出した。
後日、談笑しながら進む小隊は北ベトナム軍の奇襲に遭う。激しい銃撃戦が展開され、最初に被弾した無線係のブラウン（エリック・キング）が死亡する。ブラウンはあと数日で除隊する予定だったのだ。仲間たちは怒りと悲しみに震えた。
ある夜、基地へ戻った彼らは偵察パトロールの命令を受ける。そこでミザーブは、「任務がてら村に住む少女を拉致してレイプしよう」と提案する。そしてエリクソンを除く4人のメンバーが、そこに住む一人の少女オアン（ツイ・ツウ・リー＝二役）を誘拐した上、強姦に及ぶ。エリクソンが信頼していた同僚のディアズ（ジョン・レグイザモ）も、上官の命令に背くことができなかった。エリクソンも加わるように強要されるが、エリクソンは頑なにレイプすることを拒んだ。
エリクソンはミザーブらがいない隙を見計らってオアンを逃がそうと画策する。彼は数日間何も食べていない上に、病気に罹ってしまったオアンにビスケットを与えた。彼女はそれを貪りつくし、目に涙を浮かべながら必死に何かを訴えているが、エリクソンには彼女が何を言っているのかわからない。その後2人はミザーブらによって見つかってしまう。その後ミザーブは拉致とレイプの証拠隠滅が上官にばれないためにオアンを殺すように命じるが、エリクソンがそれを拒否した上にほかのメンバーも殺害を拒否する。
その後、小隊は北ベトナム軍が駐留する河のほとりに到着した。ミザーブは咳が止まらないオアンをディアズに殺害するよう命令する。エリクソンはディアズに殺害するのを止めるよう説得するが、ディアズはナイフを持ちオアンに忍び寄る。そこでエリクソンが自動小銃を宙に向け発射したために銃撃戦が展開される。オアンはその最中に逃げ出そうとするが、ついにミザーブと部下たちは拉致とレイプの証拠隠滅のため、オアンを射殺する。その直後にヘリコプターが焼夷弾でジャングルを焼き払った。オアンを救えなかったエリクソンは、彼女の死体を見つめるよりほかはなかった。
数日後、基地へ戻ったエリクソンは、小隊を拉致とレイプの容疑で直属の上官らに告発するものの、「よくあることだ」として物事を大きくすることを嫌い、ミザーブらを告訴し軍法会議にかけようとする上官は誰もいなかった。
その後、基地のテントでビールを飲んだ後、トイレで用を足していたエリクソンは何かの物音に気付く。それはなんと手榴弾だった。慌ててトイレから飛び出したエリクソンは危うく死を免れる。それをミザーブらの仕業だと判断した彼は、その後バーで知り合った従軍牧師に事件の一部始終を暴露した。それを機に陸軍上層部による小隊の捜査が行われ、ミザーブを含む小隊のメンバー4人の罪状が明らかになった。軍法裁判所でディアズ以外の3人は罪を否認し続けたが、軍法会議で4人の罪状が確定された。
咄嗟にエリクソンは我に返った。電車が止まって乗客が次々と降りていく。エリクソンは電車を降りるアジア人女子大生が忘れ物をしていることに気付き、彼女を呼び止め忘れ物を渡す。アジア人女子大生は礼を言い、未だ夢覚め在らぬ様子のエリクソンに「悪い夢を見てたみたい、でももう大丈夫ね」と声をかけ歩き去る。エリクソンは何も言葉を返す事が出来ず、彼女をただ見送るのであった。

## キャスト
| 役名                         | 俳優                           | 日本語吹替        | 日本語吹替                           |
| 役名                         | 俳優                           | ソフト版          | フジテレビ版                         |
| ---------------------------- | ------------------------------ | ----------------- | ------------------------------------ |
| マックス・エリクソン上等兵   | マイケル・J・フォックス        | 水島裕            | 宮川一朗太                           |
| トニー・ミザーブ軍曹         | ショーン・ペン                 | 納谷六朗          | 江原正士                             |
| トーマス・E・クラーク伍長    | ドン・ハーヴェイ               | 大塚芳忠          | 大塚芳忠                             |
| ハーバート・ハッチャー上等兵 | ジョン・C・ライリー            | 玄田哲章          | 中田和宏                             |
| アントニオ・ディアズ上等兵   | ジョン・レグイザモ             | 鈴置洋孝          | 田原アルノ                           |
| オアン / アジア人女子大生    | テュイ・テュー・リー           | 深見梨加          | 水谷優子                             |
| ブラウン伍長                 | エリック・キング               | 秋元羊介          | 江川央生                             |
| ローワン                     | ジャック・グワルトニー         | 辻親八            | 大滝進矢                             |
| ライリー中尉                 | ヴィング・レイムス             | 西村知道          | 内海賢二                             |
| ホーソーン軍曹               | ダン・マーティン               | 小関一            | 立木文彦                             |
| ヒル大尉                     | デイル・ダイ                   | 小関一            | 小島敏彦                             |
| カーク牧師                   | サム・ロバーズ                 | 大滝進矢          | 大滝進矢                             |
| マッキンタイア               | ウェンデル・ピアース           |                   | 星野充昭                             |
| クレイマー中尉               | ホルト・マッキャラニー         | 中庸助            | 小杉十郎太                           |
| ストライビッグ               | マリス・ヴァライニス           |                   | 鳥海勝美                             |
| 新兵の二等兵                 | ダーレン・E・バロウズ          | 鈴木勝美          | 鳥海勝美                             |
| オアンの母                   | バー・テュアン・T・リー        |                   | 水原リン                             |
| オアンの妹                   | キャディ・トラン               |                   | 本間ゆかり                           |
| MP                           | ジョン・マーシャル・ジョーンズ |                   | 大山高男                             |
| 役不明又はその他             |                                | 沢木郁也 松尾貴司 |                                      |
|                              |                                |                   |                                      |
| 翻訳                         |                                | 市橋正浩          | 松崎広幸                             |
| 演出                         |                                | 藤山房伸          | 岡本知                               |
| 効果                         |                                |                   | VOX                                  |
| 制作                         |                                | ACクリエイト      | グロービジョン                       |
| 初回放送                     |                                |                   | 1996年8月17日 『ゴールデン洋画劇場』 |

## スタッフ
- 監督: ブライアン・デ・パルマ
- 製作: アート・リンソン
- 撮影: スティーヴン・H・ブラム
- 編集: ビル・パンコー
- 音楽: エンニオ・モリコーネ
- 原作:ダニエル・ラング
- 脚本: デヴィッド・リーブ

## 作品解説
ベトナム戦争中の1969年に『ザ・ニューヨーカー』誌に掲載されたダニエル・ラングの記事を基にした映画である。この記事を元にした映画は、それ以前の1970年に西ドイツの映画監督ミヒャエル・ヘルホーファンによって『o.k.』として映画化されている（この作品は第20回ベルリン国際映画祭で上映され大問題を引き起こした）。エリア・カザン監督の『突然の訪問者』（1972年）もこの記事に影響を受けているといわれる。
クライマックスの戦闘シーンは『戦場にかける橋』で有名なクウェー川鉄橋で撮影された。

## 評価
レビュー・アグリゲーターのRotten Tomatoesでは47件のレビューで支持率は83%、平均点は7.40/10となった。Metacriticでは24件のレビューを基に加重平均値が75/100となった。